# Alzinar amb marfull
L'alzinar amb marfull (Viburno tini-Quercetum ilicis subass. pistacietosum) és un bosc esclerofil·le dominat per les alzines a l'estrat arbori, però amb un doble estrat arbustiu on abunden els arbusts i les lianes. Contràriament, l'estrat herbaci hi és escàs, a causa de l'ombra permanent que generen els estrats superiors.
A Catalunya, es desenvolupa en els indrets secs i assolellats de les terres baixes amb clima mediterrani marítim subhumit i temperat. A Mallorca és més escàs, només es troba en alguns indrets humits de la Serra de Tramuntana. Al País Valencià gairebé no s'hi fa.
Fitosociològicament forma part de l'aliança Quercion ilicis que reuneix les diferents associacions d'alzinars.
- Espècies característiques: Alzina (Quercus ilex), Arboç (Arbutus unedo), Lligabosc mediterrani (Lonicera implexa), Fals aladern (Phillyrea latifolia), Englantina (Rosa sempervirens), Galzeran (Ruscus aculeatus), Marfull (Viburnum tinus), Carex distachya, Luzula fosteri, Violeta de bosc (Viola alba ssp. dehnhardtii) i Falzia negra (Asplenium adiantum-nigrum).

- Altres espècies abundants: Esparreguera boscana (Asparagus acutifolius), Heura (Hedera helix), Aladern (Rhamnus alaternus), Rogeta (Rubia peregrina) i Arítjol (Smilax aspera).